# 張鵬翔 (光緒進士)
张鹏翔，浙江省杭州府海寧州人，清朝政治人物。

## 生平
光緒二十九年，登進士，同年閏五月，著交吏部掣签分发各省，以知县即用。1908年，接替程鹏任华亭县知县一职，1909年由赵梦泰接任。